# Dérogeance
La dérogeance est un terme issu de l'Ancien Régime, qui consiste à faire des actes qui sont incompatibles avec l'état noble. Son effet était de faire perdre la noblesse et ses privilèges.

## Caractéristiques
Le principe de dérogeance repose sur l'interdiction qui était faite aux nobles d'exploiter eux-mêmes, et pour leur compte, les terres et autres immeubles de leur domaine, et sur l'obligation qu'ils avaient de concéder le domaine utile (terres, bâtiments, moulins, bacs, pêcheries, etc.) aux serfs sous la forme de censives[réf. nécessaire]. Le seigneur avait toutefois le droit d'exploiter lui-même la "réserve seigneuriale", consistant dans les terres entourant sa principale demeure, dans la limite de sa consommation personnelle et de celle de sa maison. 
Contrairement aux roturiers qui vivent de leur activité lucrative, c'est-à-dire de la vente de leur travail ou des produits de leur travail, les nobles ont des activités onéreuses et des revenus qui sont fiscaux, provenant de la concession des censives et autres droits féodaux. Avec cette loi d'incompatibilité, la Constitution de l'Ancien Régime interdisait de réunir dans les mêmes mains le pouvoir politique et le pouvoir économique ; c'est elle qui a rendu impossible en France le régime latifundiaire des immenses domaines détenus et exploités en direct par des nobles en salariant des milliers de serviteurs. 
Sont dérogeantes de la noblesse toutes les professions subordonnées ou lucratives, comme celle de domestique, métayer, fermier, commis dans le commerce ou l'industrie, laboureur, les métiers marchands, les arts mécaniques (chirurgien, apothicaire, orfèvre), les activités du bâtiment et de la bouche, les offices de judicature subalternes (procureur, huissier, sergent), les collecteurs et receveurs des tailles et autres impôts, changeurs, banquiers).
Par exception, les activités de verrerie, de métallurgie, de mine, de manufacture, d'armement maritime et de négoce international, n'étaient pas dérogeantes à condition d'être pratiquées en grand.
En Dauphiné, les professions de marchand et de notaire ne sont pas dérogeantes. 
De plus, la condition de bourgeois d'une ville n'était pas incompatible avec la condition noble, c'est à partir du XIXe siècle que les qualités de noble et de bourgeois ont été considérées comme antinomiques.
Les emplois non-dérogeants sont, outre les fiefs pour lesquels il est rendu hommage, les offices royaux supérieurs (officier de la Maison, des armées et des vaisseaux du roi, conseiller, président au parlement, procureur ou avocat du roi, bailli de robe courte, secrétaire d'État, gouverneur de province, de place, de château, fermiers généraux etc.), parfois ecclésiastiques ou municipaux.
Quiconque entrait dans une activité dérogeante perdait immédiatement son statut de noble, sans besoin d’un 
jugement ou constat légal. Sa descendance était également touchée lorsque celle-ci naissait après le début de l’activité dérogeante. A noter que la noblesse pouvait également se perdre par décision royale à la suite d'une faute grave, mais également par détachement spontané, en cessant de “vivre noblement” c’est-à-dire arrêter de porter des qualifications nobiliaires, etc.
Ainsi, de nombreuses familles, certaines toujours subsistantes, sont dans ce cas. En Bretagne (l'exception française, car province particulièrement pauvre économiquement), de nombreux nobles devaient parfois exercer de simples métiers et il était ainsi possible de déroger, donc perdre son statut de noble, puis d’arrêter de déroger, ce qui rendait immédiatement son statut de noble à l’intéressé, sans que celui-ci ait besoin de lettre de relief de dérogeance de la part du souverain. On appelait cela la “noblesse dormante”.
La noblesse perdue pour dérogeance, sur décision royale ou judiciaire (surtout dès les Grandes Recherches de 1666 voulues par Louis XIV), pouvait se retrouver par des lettres patentes de réhabilitation ou dites de relief.
En pratique, la famille qui perd sa noblesse perd les privilèges qui lui sont attachés, notamment l'exemption de la taille et l'accès à certains emplois réservés.
L'on distingue dans les effets de la dérogeance l'enfant qui naît avant qu'elle n'ait été commencée par le père, et celui qui vient après ; le premier conserve la noblesse originaire dans toute sa pureté, et le second partage la dégradation de son auteur.  
Entre la fin du XVIIe et du XVIIIe siècle, l’économie évolua de telle sorte en Europe que les restrictions de la dérogeance furent de plus en plus critiquées, non seulement comme constituant un obstacle à la prospérité de la noblesse, mais également comme contraire à l’intérêt général de l’État. La publication d’abord anonyme à Londres, puis à Paris chez Duchesne, de la Noblesse commerçante par l’abbé Coyer, en 1756, en particulier, eut une influence considérable. L’Espagne abolit ses restrictions sur les activités commerciales des nobles en 1770 et les autres pays d’Europe occidentale prirent des mesures similaires.

## Autres causes de déchéance de noblesse
La déchéance de noblesse était une peine qui pouvait être prononcée, entre autres :
- Contre les nobles qui prenaient des biens à ferme
- Contre les nobles qui ne prenaient pas les armes selon les obligations de leurs fiefs
- Contre les nobles (généralement les noblesses par lettres, parfois par charges) qui ne payaient pas les droits de confirmation.

## Jurisprudence de l'Ancien Régime[1]
M. GUYOT 1781 « Répertoire universel et raisonné de jurisprudence civile, criminelle, canonique et bénéficiale ». Tome 41 :
P 459 XXIX « La Noblesse est-elle éteinte par la dérogeance du père et de l’aïeul ? » 
« Il faut toujours revenir à ce point, dit Loiseau « Des Ordres » Chapitre V, que la Noblesse n’est pas éteinte par tels actes dérogeants, mais est seulement tenues en suspens. De sorte que le gentilhomme est toujours sur ses pieds pour rentrer dans sa Noblesse quand il voudra s’abstenir de déroger » 
XXX « La Noblesse, comme on vient de le voir n’est pas éteinte par la dérogeance, elle dort et rien de plus. Il semble donc que le Noble qui a dérogé, toujours également noble, peut lorsqu’il le juge à propos et sans aucune formalité, remonter dans la classe de la Noblesse. » 
P 461 Règlement de 1661 
« Les enfants et descendants d’un noble ne seront tenus de rapporter aucune lettre de réhabilitation, si leur père n’a fait les actes de dérogeance avant leur naissance. » 
Loiseau « des Ordres » Ch V :
« Encore pourrait-on soutenir qu’il ne faudrait point de lettre de réhabilitation au gentilhomme de race qui a dérogé, parce que c’est un droit commun que les droits du sang et de nature ne peuvent être perdus par moyens civils ». 
« Nonobstant cette décision, il est d’usage que tous les nobles de races prennent des Lettres de Réhabilitation ». 
P 467 « On a suivi le sentiment de Le Bret : « La dérogeance doit avoir continué pendant 7 générations pour faire perdre la noblesse ». 
P 481 « Quand un noble a perdu son état par des actes de dérogeance, il n’a pour le recouvrer, d’autre voie que d’obtenir des Lettres de Réhabilitation à moins qu’une loi particulière ne le dispense de recourir à cette formalité ».
Par ailleurs, toujours selon la jurisprudence, il faut 100 ans de dérogeance pour éteindre la noblesse, et pendant ces 100 années, il suffit d’un acte de réhabilitation pour retrouver la noblesse. 
Or la fin de la dérogeance est actée en 1789, par le décret du 11 août 1789, Article 11 : - « Tous les citoyens, sans distinction de naissance, pourront être admis à tous les emplois et dignités ecclésiastiques, civils et militaires, et nulle profession utile n’emportera dérogeance ». 
Décret du 19 juin 1790 : - « suppression de la noblesse héréditaire et des titres honorifiques. » ; ainsi donc au moment de la suppression de la noblesse, le 19 juin 1790, les familles nobles ne dérogeaient plus, puisqu’on ne pouvait plus déroger depuis le 11 aout 1789, un an avant. Et leur noblesse n’était pas éteinte si la dérogeance éventuelle datait de moins de 100 ans ! . 
Charte constitutionnelle du 4 juin 1814 :
Article 71 : - « La noblesse ancienne reprend ses titres. La nouvelle conserve les siens. Le roi fait des nobles à volonté ; mais il ne leur accorde que des rangs et des honneurs, sans aucune exemption des charges et des devoirs de la société ». 
La charte de 1814, rétablissant l’ancienne noblesse dans ses titres, vaut sans doute Lettre de Réhabilitation pour les familles de noblesse "dormante", puisqu’elle était encore en possession de la noblesse, même si elle était dormante.

## Perspective de l'ANF
Selon la définition de l'Encyclopédie Universelle, la dérogeance signifie : 
« Quant à la noblesse, puisqu’elle vient d’une qualité du sang, elle ne peut être définitivement perdue que par suite d’action infamante ou de crime inexpiable. Hormis ces cas, les descendants d’un homme qui a dérogé peuvent toujours demander le recouvrement de leur qualité, s’ils font la preuve qu’ils ont repris le genre de vie qui convient. »
Aujourd'hui, dans sa décision d'admission ou non d'une famille candidate, l'ANF ne prend pas en compte une éventuelle dérogeance si celle-ci n'a pas été sanctionnée sous l'Ancien Régime, par une condamnation officielle pour dérogeance ou un refus d'admission dans un corps réservé à la noblesse.

## Sources
- Claude-Joseph de Ferrière, Antoine-Gaspard Boucher d'Argis, Dictionnaire de droit et de pratique, Paris, Brunet, 1755.
- Pierre Vieuille, Nouveau traité des elections : contenant l’origine de la taille, aides, gabelles, octrois, et autres impositions, leurs differences, & comment elles se levent dans le Royaume : l’institution & création des officiers des elections ... des exemptions de taille & autres privileges : des dérogeances, & tout ce qui a rapport au recouvrement, Paris, Mouchet, 1739.
- Gilles-André de La Rocque, Traité de la noblesse, de ses différentes espèces, de son origine, du gentilhomme de nom & d’armes, Paris, Estienne Michallet, 1678.
- Blason Armoiries (article Dérogeance)